# Ctenosia psectriphora
Ctenosia psectriphora är en fjärilsart som beskrevs av William Lucas Distant 1899. Ctenosia psectriphora ingår i släktet Ctenosia och familjen björnspinnare. Inga underarter finns listade i Catalogue of Life.